# 林肯冰原島峰
67°27′S 68°43′W / 67.450°S 68.717°W
林肯冰原島峰（英語：Lincoln Nunatak），是南極洲的冰原島峰，位於葛拉漢地的阿德萊德島，以英國研究隊的飛機師命名，現時由南極條約體系管理。